# Freddy Zach
Pour les articles homonymes, voir Zach.
Freddy Zäch né le 2 août 1909 est un coureur cycliste suisse, coureur de courses de six jours.

## Palmarès
- 1931
  - Six jours de Vancouver avec Lew Elder[1]
  - 3e aux Six jours de Montréal avec Horace Horder

- 1932
  - 3e aux Six jours de Vancouver avec Harry Davies

- 1933
  - 2e aux Six jours de Cleveland avec Xavier Van Slembroeck
  - 3e aux Six jours de Détroit avec Archie Bollaert
  - 3e aux Six jours de Saint-Louis avec Otto Petri
  - 3e aux Six jours de Minneapolis avec Harry Horan

- 1934
  - 3e aux Six jours de Montréal avec Reginald McNamara
  - 3e aux Six jours de Milwaukee avec Albert Crossley
  - 3e aux Six jours de Cleveland avec Xavier Van Slembroeck

- 1936
  - Six jours de Minneapolis avec Fred Ottevaire
  - Six jours de Des Moines avec  Cecil Yates
  - Six jours de Détroit avec Fred Ottevaire
  - 3e aux Six jours de Toronto avec Fred Spencer

- 1937
  - 2e aux Six jours d'Oakland avec Jerry Rodman
  - 2e aux Six jours de San Francisco avec Eddie Testa

- 1938
  - 3e aux Six jours d'Indianapolis avec Piet van Kempen